# Kerry Katona
Kerry Jayne Elizabeth Katona (Warrington, 6 september 1980) is een Engelse televisiepresentatrice, schrijfster, magazinecolumnist en zangeres van Atomic Kitten.

## Biografie
De band Atomic Kitten werd in 1997 door Andy McCluskey van Orchestral Manoeuvres in the Dark opgericht en bestond uit de zangeressen Elizabeth McClarnon, Kerry Katona en Heidi Range (later lid van de Sugababes). Andy richtte zich op het schrijven van de liedjes en de muziek. De band werd eerst "Honeyhead" genoemd maar de naam is later gewijzigd in "Automatic Kittens" en afgekort tot "Atomic Kitten". Toen Heidi Range in 1999 de band verliet werd zij vervangen door Natasha Hamilton.
In deze formatie scoorde de groep zijn eerste hit in december 1999 in het Verenigd Koninkrijk met "Right Now". Het bijbehorende album, ook genaamd Right Now had een bescheiden succes. Atomic Kitten scoorde zijn eerste nummer 1-hit met "Whole Again". Op dat moment (januari 2001) besloot Katona de groep te verlaten, omdat ze samen met Westlife-lid Brian McFadden een eerste kindje verwachtte. Katona werd vervangen door Jenny Frost.
Katona was in 2004 de winnaar van de derde serie van I'm a Celebrity...Get Me Out of Here! en in 2011 de runner-up van Celebrity Big Brother 8. In 2012 werd ze wederom lid van Atomic Kitten, waarmee ze haar vervangster Jenny Frost op haar beurt verving.

## Privé
Katona is drie keer getrouwd geweest en heeft vijf kinderen. Haar eerste echtgenoot was zanger Brian McFadden (van de Ierse popgroep Westlife).